# Малинівка (Бердянський район)
Мали́нівка — село в Україні, у Бердянському районі Запорізької області. Населення становить 110 осіб. Орган місцевого самоврядування — Берестівська сільська громада.

## Географія
Село Малинівка знаходиться за 3 км від лівого берега річки Буртиччя. По селу протікає пересихаючий струмок з загатою. Поруч проходить автомобільна дорога Т 0819.

## Історія
- 1812 — дата заснування.

## Населення

### Мова
Розподіл населення за рідною мовою за даними перепису 2001 року:
| Мова       | Кількість | Відсоток |
| ---------- | --------- | -------- |
| українська | 115       | 85.19%   |
| російська  | 19        | 14.07%   |
| білоруська | 1         | 0.74%    |
| Усього     | 135       | 100%     |